# 大主教宮
大主教宮是位於斯洛伐克首都布拉提斯拉瓦老城區的一座宮殿，為新古典主義風格建築。建築修建於1778年至1781年期間。1805年，普雷斯堡和約在此簽訂。現在大主教宮是布拉提斯拉瓦市長的辦公地點。 